# Моралес, Хосе Луис
Хосе́ Луи́с Мора́лес Нога́лес (исп. José Luis Morales Nogales, род. 23 июля 1987, Мадрид) — испанский футболист, полузащитник клуба «Леванте».

## Клубная карьера
Хосе Луис Моралес родился в Мадриде и до 24-х лет играл на любительском уровне, выступая за команды «Парла» и «Фуэнлабрада». 1 июля 2011 года он подписал контракт с клубом Ла Лиги «Леванте», будучи включённым в состав его резервной команды, выступавшей в Терсере. В сезоне 2011/12 за «Леванте Б» Моралес провёл 41 игру и забил 14 мячей, а его команда добилась выхода в Сегунду B.
17 апреля 2013 Моралес согласовал с «Леванте» новый двухлетний контракт и был произведён в основную команду клуба. 30 июля того же года Моралес был отдан в аренду «Эйбару», выступавшему в сезоне 2013/14 в Сегунде.
Таким образом, 18 августа 2013 года Моралес сыграл свою первую игру в качестве профессионального футболиста, в которой «Эйбар» в гостях одолел «Реал Хаэн» (2:1). А свой первый профессиональный гол он забил 27 октября также в гостевом победном матче «Эйбара», который одолел «Барселону Б» со счётом 2:0.
Вернувшись летом 2014 года в «Леванте» Моралес дебютировал в Ла Лиге 30 августа 2014 года в гостевом поединке с «Атлетиком» из Бильбао, который закончился для «Леванте» разгромным поражением 0:3. Первый же свой гол на высшем уровне он забил 4 октября в ворота своего бывшего клуба «Эйбара», чем помог своей команде добиться боевой ничьи 3:3 в гостях.